# Vicenta Guilarte Alonso
Vicenta Ildefonsa Guilarte Alonso (Rojas de Bureba, 21 de janeiro de 1869 — Leopoldina, 6 de julho de 1960) foi uma religiosa espanhola que dedicou seu trabalho religioso missionário no Brasil e foi considerada Venerável após processo de canonização.

## Vida
Nascida em Rojas de Bureba (província de Burgos, Espanha) em 21 de janeiro de 1869, filha de Esteban Guilarte Pérez e Francisca Alonso Munguía, Vicenta Guilarte Alonso recebeu, no batismo, do padre que a batizou, o acréscimo do nome do santo do dia, Santo Ildefonso, passando a se chamar Vicenta Ildefonsa Guilarte Alonso.
Entrou para o convento da Congregação das Filhas de Jesus, em Salamanca, onde foi recebida pela sua fundadora, Madre Cândida Maria de Jesus, iniciando o noviciado em dezembro de 1901, tendo feito a profissão perpétua em 8 de dezembro 1909.
Na Congregação era conhecida pelas suas qualidades, que pesaram na decisão de ser enviada ao Brasil:
- Ela era uma freira jovem com boa saúde.
- Ela tinha um caráter agradável: gentil, positiva em tudo, com alegria serena (sem estridência), afetivamente equilibrada.
- Sua consistência de vida, mantida fielmente durante os dez anos em que viveu na Congregação. Ela foi um exemplo constante para noviças e professas.
- O cuidado e a afeição que ele demonstrava pelos mais pobres entre os pobres eram um testemunho da qualidade de sua vida apostólica.
- Seu amor pelos mais necessitados, sua prontidão para estar perto dos mais necessitados.[4]

Em setembro de 1911 viajou para o Brasil em companhia de outras 5 companheiras religiosas da congregação. Instalou-se em Pirenópolis, Goiás, onde fundou um colégio junto com suas companheiras, um colégio para educação de meninas, ali iniciando a educação das crianças pobres.
Em 1927 transferiu-se para Leopoldina, para o Colégio Imaculada Conceição, onde exerceu a função de porteira até sua morte. Apesar de ter sido vice-priora antes, aceitou humildemente essa função, que exerceu de forma exemplar, e pelos seus atos recebeu o reconhecimento da população local e do clero, e era conhecida como "A santinha do colégio".
Ela sempre dizia, em relação a sua vida de orações e sacrifícios, em ajuda aos necessitados:
 “para chegar a um alto grau de amor, não é necessário fazer coisas extraordinárias: pureza de intenção, união íntima com o Coração de Jesus… e o amor fará o resto”.
Faleceu, vítima de complicações de fratura de fêmur após uma queda, em 6 de junho de 1960, após quase 50 anos de missão no Brasil. Seus funerais foram presididos pelo bispo Dom Delfim Ribeiro, acompanhado por todos os sacerdotes da diocese, por quem ela tanto havia rezado. naquele momento solene, o bispo reconheceu a santidade de Me. Vicenta, dizendo a todos, depois de ter sido sepultada:

“Não vou fazer discurso fúnebre; impede-me minha profunda emoção. Mas não quero deixar de dizer aos presentes, que temos uma valiosa intercessora no céu. E vocês, Filhas de Jesus, suas coirmãs, guardem cuidadosamente tudo o que foi de uso da Madre Vicenta, porque um dia a Santa Igreja no-lo pedirá, para a glorificação desta alma humilde que viveu escondida, praticando tantas virtudes”.— Dom Delfim Ribeiro
“Na vida, tudo passa. Só permanece nossa relação com Deus, o Ser Eterno.”— Madre Vicenta Guilarte Alonso

## Beatificação
Sua fama de santidade, que a acompanhava já em vida, foi acrescida de depoimentos de graças alcançadas por sua invocação. Isso foi determinante para a abertura de processo de canonização.
Em 20 de junho de 2024 o Papa Francisco reconheceu sua virtudes horoicas e assinou o decreto que a tornava Venerável.